# Lazzaretto Vecchio

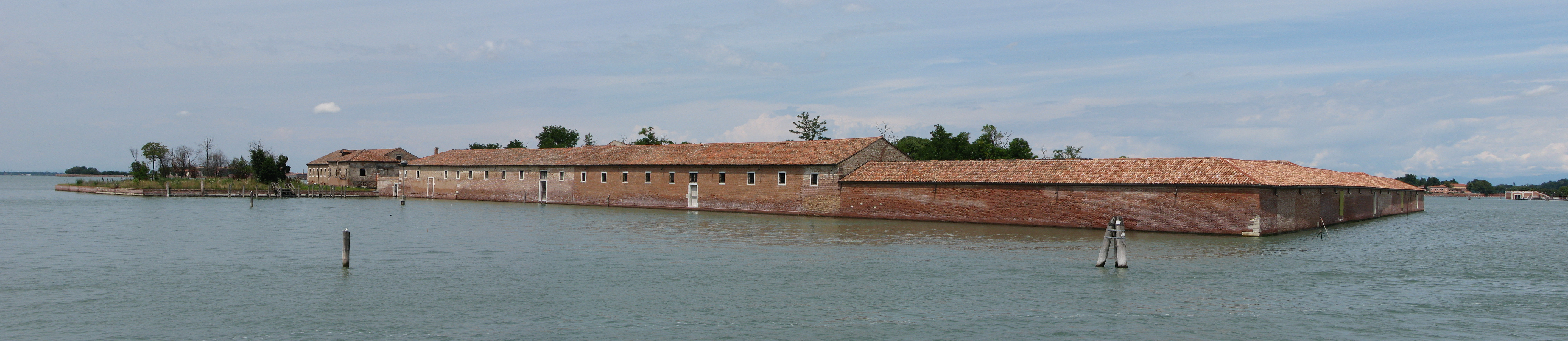
Ön sedd från Lido

Lazzaretto Vecchio är en ö i  Venedigbukten nära Lido di Venezia. 
Mellan 1403 och 1630 fanns på Lazzaretto Vecchio, ett sjukhus (lasarett) som tog hand om patienter under pestepidemier och som var leprasjukhus. Senare användes ön för militära ändamål. 
Sedan 2004 har vid arkeologiska undersökningar grävts upp fler än 1.500 skelett av begravda pestoffer från 1400-talet till 1600-talet från enskilda gravar och massgravar. Många andra kvarlevor finns på ön, eftersom dödstalen antas ha legat på upp till 500 per dag under 1500-talet.

## Bildgalleri

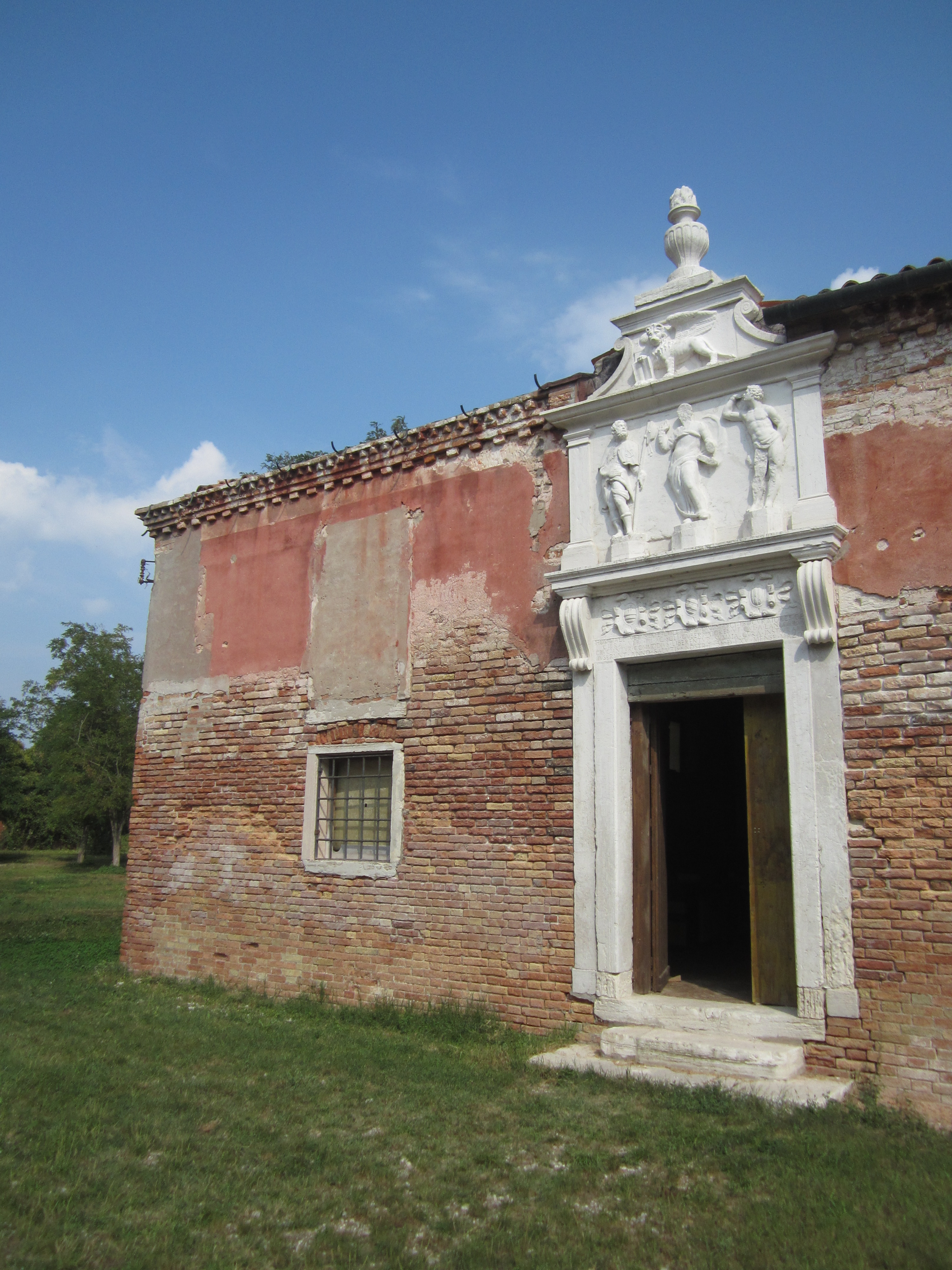
Huvudingången
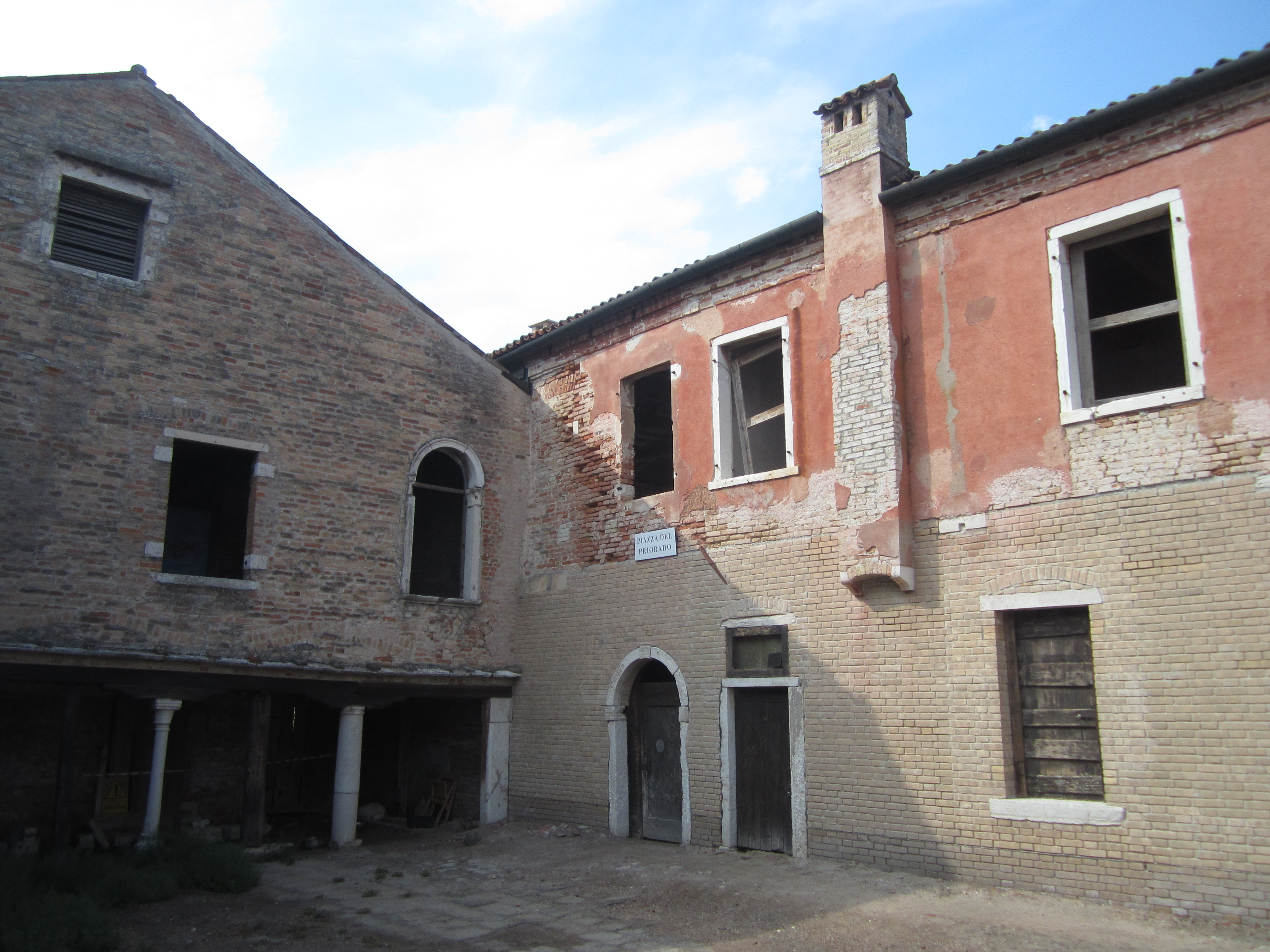
Expeditionsbyggnaden
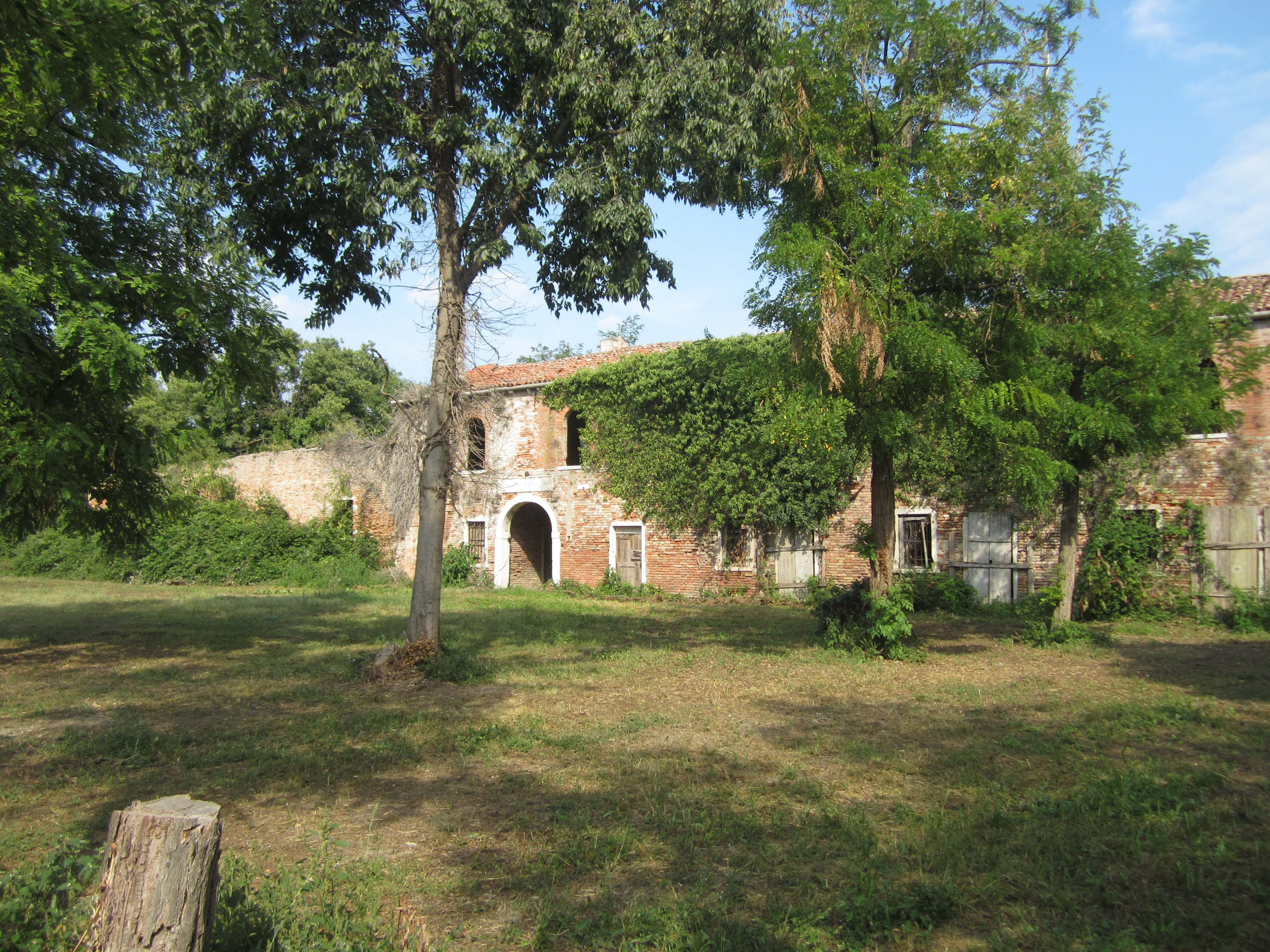
Ruin av sjukhuspaviljong
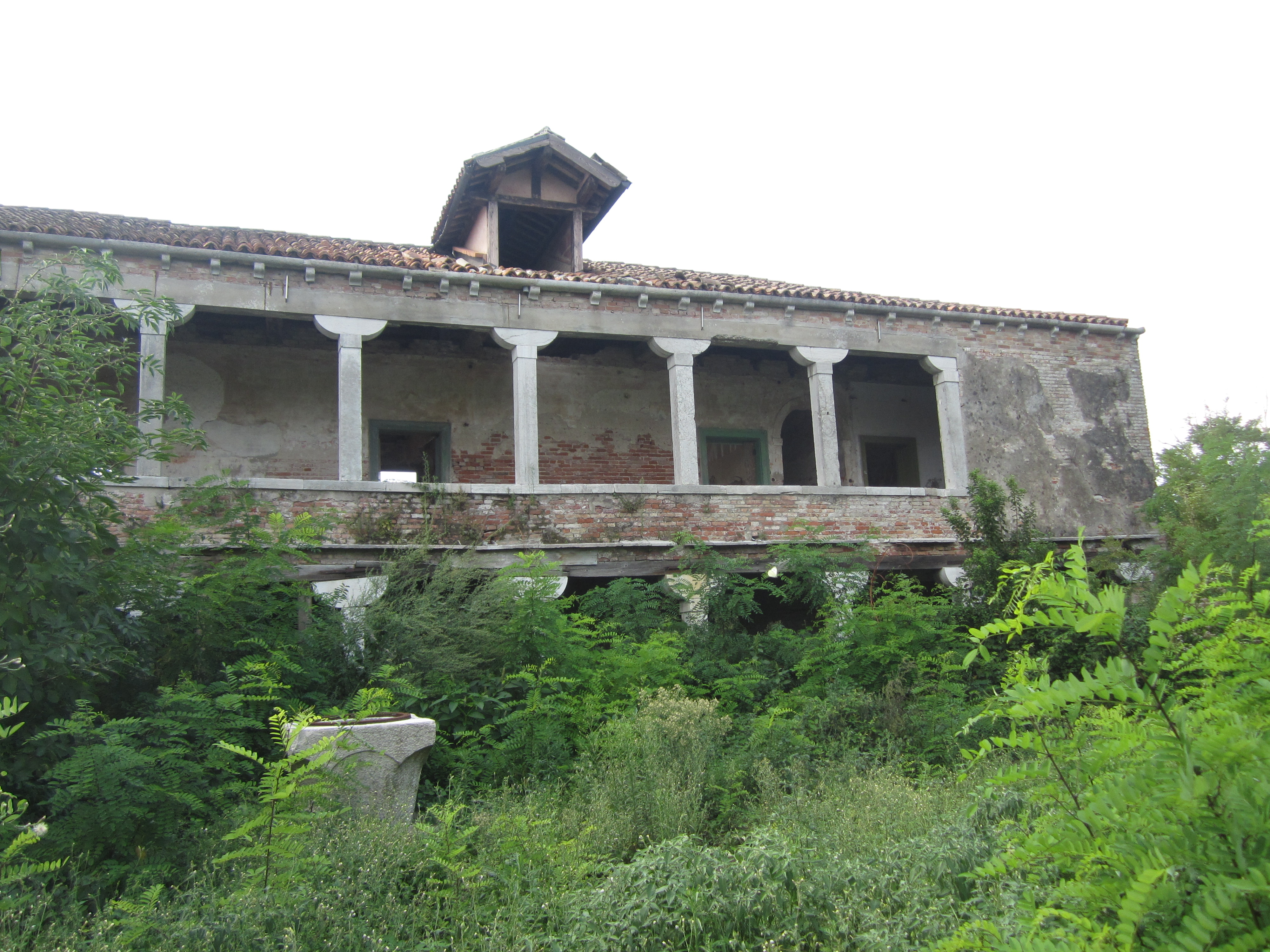
Ruin av sjukhuspaviljong
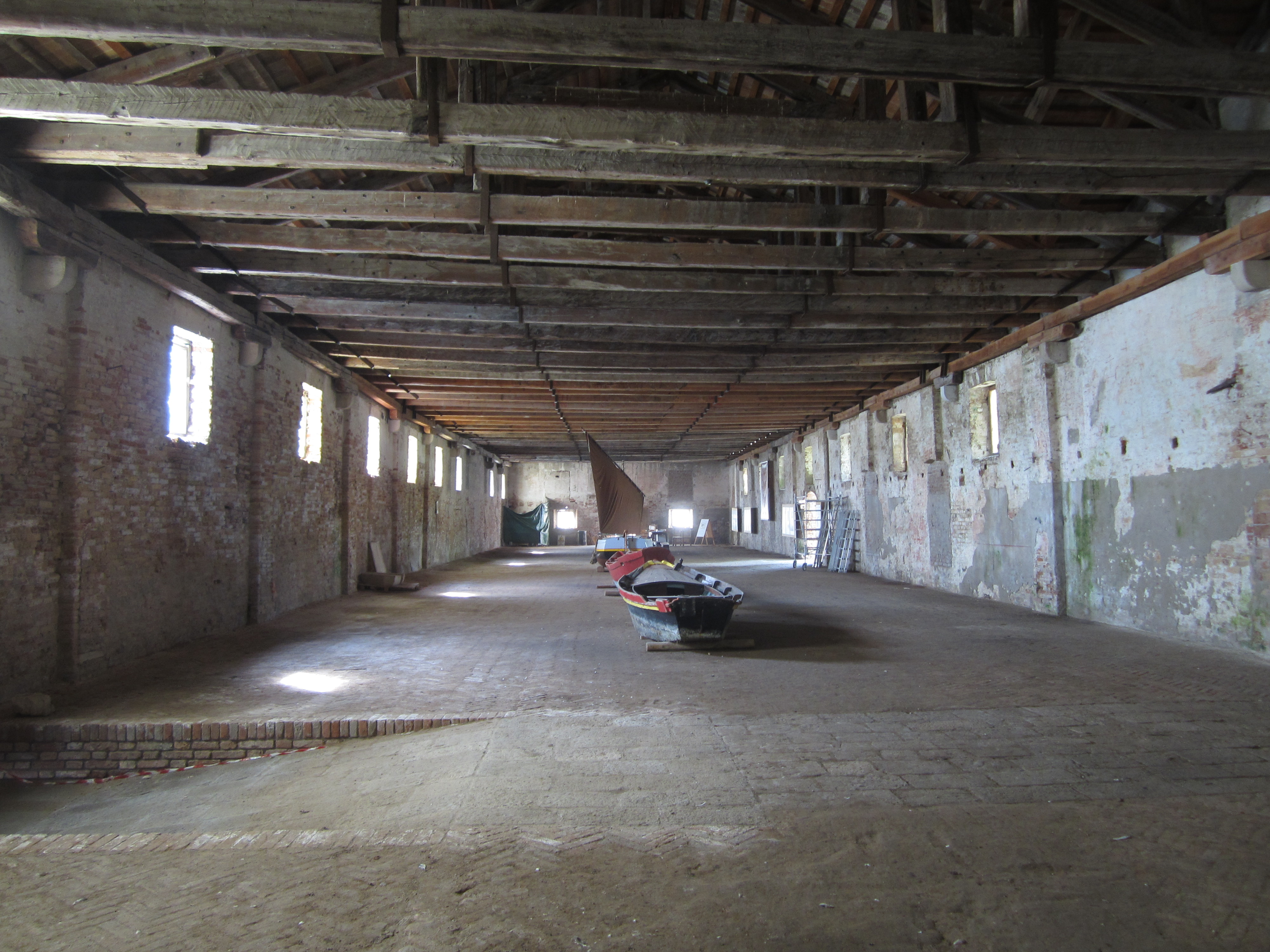
Ett av gallerierna